# Марсело Аугусто Матіас да Сілва
Марсело Аугусто Матіас да Сілва (порт. Marcelo Augusto Mathias da Silva, 26 серпня 1991, Жуїз-ді-Фора — 28 листопада 2016, Ла-Уніон) — бразильський футболіст, що грав на позиції захисника.

## Ігрова кар'єра
У дорослому футболі дебютував 2012 року виступами за команду клубу «Волта-Редонда», в якій провів два сезони, взявши участь лише у 7 матчах чемпіонату.
Своєю грою за цю команду привернув увагу представників тренерського штабу клубу «Фламенго», до складу якого приєднався 2014 року. Відіграв за команду з Ріо-де-Жанейро наступний сезон своєї ігрової кар'єри.
До складу «Шапекоенсе» приєднався у 2016 році.
Загинув 28 листопада 2016 року в авіакатастрофі в Колумбії, яка забрала життя майже всього складу клубу і тренерського штабу клубу в повному складі. Команда летіла на перший фінальний матч ПАК 2016 з «Атлетіко Насьоналем».